# دليلة رودريغيز هيرنانديز
دليلة رودريغيز هيرنانديز هي دراجة كوبية، ولدت في 1 أغسطس 1988.

## وصلات خارجية
- دليلة رودريغيز هيرنانديز على موقع أرشيف الدراجات (الإنجليزية)
- دليلة رودريغيز هيرنانديز على موقع إحصائيات الدراجات الإحترافية (الإنجليزية)
- دليلة رودريغيز هيرنانديز على موقع نسبة الدراجات (الإنجليزية)
- دليلة رودريغيز هيرنانديز على موقع CycleBase (الإنجليزية)